# Erla Steinunn Arnardóttir
Erla Steinunn Arnardóttir (* 18. Mai 1983) ist eine ehemalige isländische Fußballspielerin, die auch sieben Jahre lang für die Nationalmannschaft spielte.

## Karriere

### Vereine
Erla kam in der Spielzeit 2002 für Breiðablik Kópavogur in der Besta deild kvenna, der höchsten Spielklasse im isländischen Frauenfußball, das erste Mal im Seniorinnenbereich und in zwölf Punktspielen, in denen sie sieben Tore erzielte, zum Einsatz.
Nach Schweden gelangt, kam sie in der Spielzeit 2002 und 2004 für den in Helsingborg ansässigen Stattena IF in jeweils einem Punktspiel in der Division 1 Süd, in der sie jeweils ein Tor erzielte zum Einsatz. Von 2005 bis 2006 war sie mit dem Mallbackens IF in der Damallsvenskan, der höchsten Spielklasse im schwedischen Frauenfußball vertreten und wurde in dieser in fünf Punktspielen berücksichtigt, in denen sie sechs Tore erzielte. Anschließend, nach Kristianstad in die gleichnamige Gemeinde der Provinz Skåne gelangt, gehörte sie dem dort ansässigen Kristianstads DFF ab der Spielzeit 2007 an. Ihre Premierensaison für den Verein leistete sie in der Division 1 Süd, der unter diesem Namen zweithöchsten Spielklasse. Als Meister aus dieser hervorgegangen, spielte sie von 2008 bis 2011 und 2016 in der Damallsvenskan, der höchsten Spielklasse im schwedischen Frauenfußball, in der ihre Mannschaft (unter diesen Namen) das erste Mal vertreten war. Sie wurde in der Spielzeit 2008 20 Mal in der Liga eingesetzt und in den Spielzeiten 2009 bis 2011 in jeweils allen 22 Punktspielen, wie auch das letzte Mal am 5. November 2016 (22. Spieltag) beim 1:1-Unentschieden im Heimspiel gegen den Umeå IK, als sie für Abwehrspielerin Nellie Karlsson in der 77. Minute ins Spiel eingriff. Mit der Mannschaft erreichte sie 2014 das Finale um den nationalen Vereinspokal, das mit 1:2 gegen den Linköpings FC verloren wurde.

### Nationalmannschaft
Ihre einzigen beiden Länderspiele für den SvFF bestritt sie für die U17-Nationalmannschaft 15. September 1999 und am 21. Mai 2000 im Freundschaftsspiel gegen die U17-Nationalmannschaften Deutschlands und Finnlands, die mit 2:1 und 1:0 bezwungen wurden.
Erla debütierte als Nationalspielerin für den KSÍ in der U21-Nationalmannschaft, die am 2. Juli 2002 das in Freundschaft ausgetragene Länderspiel gegen die U21-Nationalmannschaft Finnlands mit 0:1 verlor. Ihr einziges Tor in 13 Länderspielen erzielte sie in ihrem dritten Länderspiel am 25. Juli 2004 beim 1:1-Unentschieden gegen die U21-Nationalmannschaft Dänemarks mit der 1:0-Führung in der 19. Minute.
Für die A-Nationalmannschaft wurde sie in 40 Länderspielen eingesetzt, in denen ihr zwei Tore gelangen. Ihr erstes A-Länderspiel bestritt sie am 22. August 2004 bei der 0:2-Niederlage gegen die Nationalmannschaft Russlands mit dem siebten Spiel der EM-Qualifikationsgruppe 3. Am 10. und 13. November 2004 wurde sie auch in den beiden gegen die Nationalmannschaft Norwegens ausgetragenen Ausscheidungshinspiele für die anstehende Europameisterschaft 2005 berücksichtigt; diese wurden im Hinspiel in Reykjavik mit 2:7 und im Rückspiel in Oslo mit 1:2 verloren. Ihr erstes A-Länderspieltor gelang ihr am 25. September 2004 in Rochester bei der 3:4-Niederlage im Freundschaftsspiel gegen die US-amerikanische Nationalmannschaft mit dem ersten Tor für ihre Mannschaft in der 66. Minute. Bis zum 16. September 2009 wurde sie in zehn weiteren Freundschaftsspielen eingesetzt.
Mit der Mannschaft nahm sie am Turnier um den Algarve-Cup 2007, 2008 und 2009 teil und wurde in jeweils allen drei Gruppen- und Platzierungsspielen eingesetzt. Im zweiten Spiel der Gruppe C, beim 4:1-Sieg über die Nationalmannschaft Irlands erzielte sie mit dem Treffer zum 1:0 in der siebten Minute ihr einziges Turniertor.
Des Weiteren bestritt sie die ersten beiden und letzten vier Spiele der WM-Qualifikationsgruppe 2 2005/06 sowie das dritte Spiel der WM-Qualifikationsgruppe 1 am 24. Oktober 2009 (0:2 vs. Frankreich in Lyon. Für die angestrebte Teilnahme an der vom 23. August bis zum 10. September 20089 in Finnland anstehende Europameisterschaft bestritt sie mit dem zweiten, dritten, fünften und sechsten Spiel der EM-Qualifikationsgruppe 3 und dem Hinspiel gegen die Nationalmannschaft Irlands (1:1) in der 3. Qualifikationsrunde fünf EM-Qualifikationsspiele.
Mit ihrer Mannschaft nahm sie an der vom 23. August bis zum 10. September 2009 in Finnland ausgetragenen Europameisterschaft teil und wurde im ersten und dritten Spiel der Gruppe B, bei der 1:3-Niederlage gegen die Nationalmannschaft Frankreichs am 24. August und bei der 0:1-Niederlage gegen die Nationalmannschaft Deutschlands am 30. August jeweils in Tampere berücksichtigt.

## Erfolge
- Schwedischer Pokal-Finalist 2014
- Meister Division 1 Süd 2007 und Aufstieg in die Damallsvenskan 2008